# 馬利布維斯塔 (加利福尼亞州)
馬利布維斯塔（英語：Malibu Vista）是位於美國加利福尼亞州洛杉磯縣的一個非建制地區。該地的面積和人口皆未知。

## 地理
馬利布維斯塔的座標為34°02′12″N 118°46′27″W / 34.03667°N 118.77417°W，而該地的平均海拔高度為303米（即994英尺）。